# 初等幾何学
初等幾何学（しょとうきかがく、英: elementary geometry）は、二次元（点や直線や円など）・三次元（錘体や球など）の図形をユークリッド幾何学的に扱う数学、幾何学の分野である。

## 概説
ユークリッド幾何学的方法とは図形を直接取り扱う方法であり、補助線などを用いて基本的原理である公理系や定義から平面・空間における具体的かつ幾何学的な命題・定理を証明していく方法であって、19世紀には総合幾何学とも呼ばれた。総合幾何学はまた純粋幾何学と呼ばれることもある。
解析幾何学のように座標や代数的式を用いたり、微分幾何学のように解析学を用いたりしないものである。初等幾何学で扱われる対象が経験的かつ直感的であるため、このように命名されたものと考えられているが、数学において初等といえば必ずしもやさしいなどといった意味ではなく、歴史的に最も古い分野の一つである。
総合幾何学は古典的な射影幾何学も包含し、初等幾何学における問題は何らかの定理や命題を証明するもののほかに、定規とコンパスによる作図問題が有名である。作図問題では、定規は直線を引くためだけに用い、長さを測定してはならず、コンパスは円を書くためだけに用い、書き終わったらただちに紙から離してすぐに閉じねばならない。つまり、定規やコンパスを用いて長さを測定したり、分度器を使ったりする行為すら初等幾何学においては禁止されており、例えば2つの辺の長さが1である直角二等辺三角形の斜辺の長さは {\displaystyle {\sqrt {2}}} であるが、これも初等幾何学における証明や作図行為においては定規で長さを測ってはならない。

## 教育
初等幾何学の公理系は、古代から長らくユークリッドによって完成されたと思われており、多くの数学者や科学者や哲学者などによって批判的に検討されたが、とくに19世紀後半以降にユークリッド幾何学の公理系が本当に間違っていないのか、矛盾しないのかどうか徹底的に検証され、ダフィット・ヒルベルトによって幾何学基礎論によってその成果がまとめられた。20世紀に入ってからも、コクセターは総合幾何学的方法を重視したし、ジャン・デュドネは線形代数など代数的・解析的手法を応用して図すら使わず、抽象的にその基礎付けを与えたりした。デュドネがユークリッド幾何学の教育からの追放を提唱したことで、日本も彼の影響をそのまま受けた。ヨーロッパでは初等幾何の学習が元から大学の一年次であったことも拍車をかけた。
教育においては長らく重視されてきたが、幾何学基礎論による批判なども相次ぎ、もっと厳密な数学を教えるべきだと一時期取沙汰され、デュドネの著書もそのような流れで執筆されたものである。日本でも明治から戦後まもないころまでは初等幾何学や解析幾何学が体系的に教えられていたが、その後、いわゆる「現代化」などもあり、学校教育からは初等幾何学は大幅に削減された。小平邦彦など、過度に厳密すぎるのもかえって問題ではないかと抵抗した数学者・科学者もいる。

## 現況
1980年改訂から1992年改訂までの高校数学における学習指導要領は初等幾何学は完全に姿を消したため、1983年から1995年までの大学入試からは出題されなくなった。しかし、1990年代以降に注目されるようになった国際数学オリンピックなどにおいて、日本勢の幾何感覚の薄さが取り沙汰されたことなどによる見直しなどもあり、1994年から実施の学習指導要領において初等幾何学が極めて限定的ではあるが復活した。京都大学の2009年の入試問題乙の問2、2018年の入試問題問6が両問とも超難題として話題となった。2012年から実施されている現行の学習指導要領では、数学Aの選択単元として「図形の性質」が指導項目に入っている。
2022年から実施の新学習指導要領では、数学Aから「整数の性質」は削除されたが、「図形の性質」は残った。とはいえそのまま残ったわけではなく、「コンピュータなどの情報機器を用いて図形を表すなどして，図形の性質や作図について統合的・発展的に考察すること」などが新たに目標に盛り込まれた。ただし、数学Bからはベクトルがカットされ、数学Cで扱うこととなった。
初等幾何学は初等整数論などと同様、数学の専門教育を受けていない一般の人でも問題の趣旨を理解しやすいため、無名のアマチュア研究家が趣味として問題に取り組んでいることも多い分野である。一例として、イギリスの J. F. Rigby の手でも解けなかったラングレーの問題の拡張が、yahooアカウント aerile_re によって証明され、話題になった。

## 関連人物
- エウクレイデス（ユークリッド）
- アドリアン＝マリ・ルジャンドル
- ハロルド・スコット・マクドナルド・コクセター
- 小平邦彦